# Touffreville (Eure)
Touffreville település Franciaországban, Eure megyében. Lakosainak száma 340 fő (2022. január 1.). Touffreville Rosay-sur-Lieure, Lyons-la-Forêt, Lisors, Mesnil-Verclives, Écouis, Val d'Orger és Ménesqueville községekkel határos.

## Népesség
A település népessége az elmúlt években az alábbi módon változott:
| Lakosok száma | 295  | 277  | 278  | 308  | 341  | 346  | 351  | 353  | 353  | 340  |
|               | 1968 | 1982 | 1990 | 2006 | 2013 | 2015 | 2017 | 2019 | 2020 | 2022 |